# Vanilla Beans III
Albums de Vanilla Beans
Vanilla Beans II
(20 juillet 2011) Vanilla Beans IV
(3 février 2015)
EPs par Vanilla Beans
Def & Def
(19 mai 2010)
Compilations par Vanilla Beans
VaniBest
(22 septembre 2010)
Singles
1. Toki no Kakera
Sortie : 18 janvier 2012
2. Choco Mint Flavor Time
Sortie : 11 avril 2012
3. Non-Section
Sortie : 4 juillet 2012

Vanilla Beans Ⅲ (バニラビーンズⅢ, dit en anglais : « Vanilla Beans Three » ; officiellement écrit en occidental sur la couverture de l'album) est le troisième album studio du groupe féminin japonais Vanilla Beans, sorti en 2012.

## Détails de l'album
L'album sort le 7 novembre 2012 sous le label T-Palette Records et atteint la 46e place des classements hebdomadaires des ventes de l'Oricon ; il fait partie d'un des albums du groupe les mieux classés à l'Oricon.
L'opus contient les trois singles physiques du groupe Toki no Kakera (sorti en 2011), Choco Mint Flavor Time (en 2012) et Non-Section (en 2012 ; cinq mois avant la sortie de l'album) tous réenregistrés sous d'autres versions pour l'album. L'album est publié en deux versions dont : une limitée inclut les trois singles réenregistrés et six chansons inédites et une reprise d'un titre du groupe de punk japonais Thee Michelle Gun Elephant ; une régulière qui inclut 3 chansons supplémentaires dont 2 versions solo et une chanson inédite. Il devient le premier album du groupe à sortir sous différentes versions.
En outre, est dévoilée une musique vidéo sur YouTube pour une des chansons inédites de l'album, intitulé Killer Queen, pour promouvoir l'album.

## Membres
- Rena
- Lisa

## Liste de titres
| 1.  | Skane no Hana ga Saiteiru (スコーネの花が咲いている)                  |                                                  | 4:20 |
| 2.  | Sub Call Girl Madoka (サブカルガールまどか)                           |                                                  | 3:55 |
| 3.  | Killer Queen (キラーキュイーン)                                       |                                                  | 5:14 |
| 4.  | Next Step Up                                                          |                                                  | 4:08 |
| 5.  | Choco Mint Flower Time (album version) (チョコミントフレーバータイム) | 6e single                                        | 3:01 |
| 6.  | Mōsō Cafeteria (妄想カフェテリア)                                     |                                                  | 4:10 |
| 7.  | Non-Section (album version) (ノンセクション)                          | 7e single                                        | 4:39 |
| 8.  | Very Very Blueberry                                                   |                                                  | 3:34 |
| 9.  | Toki no Kakera (album version) (トキノカケラ)                         | 5e single                                        | 4:01 |
| 10. | Mōsugu Triangle (もうすぐトライアングル)                              |                                                  |      |
| 11. | A Kiho (A きほ)                                                       | Rena en solo                                     |      |
| 12. | Mini ni Love Song (君にラブソング)                                    | Lisa en solo                                     |      |
| 13. | Sekai no Owari (世界の終わり)                                         | reprise d'un titre de Thee Michelle Gun Elephant | 6:04 |

| CD de l'édition limitée | CD de l'édition limitée                                               | CD de l'édition limitée                          | CD de l'édition limitée | CD de l'édition limitée | CD de l'édition limitée | CD de l'édition limitée | CD de l'édition limitée | CD de l'édition limitée | CD de l'édition limitée |
| No                      | Titre                                                                 | Origine                                          | Durée                   |                         |                         |                         |                         |                         |                         |
| ----------------------- | --------------------------------------------------------------------- | ------------------------------------------------ | ----------------------- | ----------------------- | ----------------------- | ----------------------- | ----------------------- | ----------------------- | ----------------------- |
| 1.                      | Skane no Hana ga Saiteiru (スコーネの花が咲いている)                  |                                                  | 4:20                    |                         |                         |                         |                         |                         |                         |
| 2.                      | Sub Call Girl Madoka (サブカルガールまどか)                           |                                                  | 3:55                    |                         |                         |                         |                         |                         |                         |
| 3.                      | Killer Queen (キラーキュイーン)                                       |                                                  | 5:14                    |                         |                         |                         |                         |                         |                         |
| 4.                      | Next Step Up                                                          |                                                  | 4:08                    |                         |                         |                         |                         |                         |                         |
| 5.                      | Choco Mint Flower Time (album version) (チョコミントフレーバータイム) | 6e single                                        | 3:01                    |                         |                         |                         |                         |                         |                         |
| 6.                      | Mōsō Cafeteria (妄想カフェテリア)                                     |                                                  | 4:10                    |                         |                         |                         |                         |                         |                         |
| 7.                      | Non-Section (album version) (ノンセクション)                          | 7e single                                        | 4:39                    |                         |                         |                         |                         |                         |                         |
| 8.                      | Very Very Blueberry                                                   |                                                  | 3:34                    |                         |                         |                         |                         |                         |                         |
| 9.                      | Toki no Kakera (album version) (トキノカケラ)                         | 5e single                                        | 4:01                    |                         |                         |                         |                         |                         |                         |
| 10.                     | Sekai no Owari (世界の終わり)                                         | reprise d'un titre de Thee Michelle Gun Elephant | 6:04                    |                         |                         |                         |                         |                         |                         |
| 41:86                   |                                                                       |                                                  |                         |                         |                         |                         |                         |                         |                         |